# Juan Cruz González
Juan Cruz González (San Miguel, Argentina, 15 de marzo de 1996) es un futbolista argentino. Juega de defensa y su equipo actual es Chacarita de la Primera Nacional.

## Trayectoria
Inició como volante derecho, posteriormente se empezó a desempeñar como lateral derecho y extremo derecho. Su equipo formativo fue Chacarita Juniors, equipo de la Primera Nacional del fútbol argentino, también llegó a jugar en 2017 la Primera División de Argentina con el funebrero.

## Clubes
Actualizado al último partido disputado el 30 de noviembre de 2024.
| Club                  | País          | Año           | Partidos | Goles |
| --------------------- | ------------- | ------------- | -------- | ----- |
| Chacarita Juniors     | Argentina     | 2016-2020     | 52       | 7     |
| Central Córdoba (SdE) | Argentina     | 2021          | 19       | 0     |
| Chacarita Juniors     | Argentina     | 2022-2023     | 60       | 3     |
| Aucas                 | Ecuador       | 2024          | 31       | 2     |
| Chacarita Juniors     | Argentina     | 2025-act.     | 1        | 0     |
| Total carrera         | Total carrera | Total carrera | 162      | 12    |